# Gelis macroptera
Gelis macroptera là một loài tò vò trong họ Ichneumonidae.